# Jewel Vox
『Jewel Vox』（ジュエル・ボックス）は、Pileの1枚目のオリジナルアルバム。2015年3月4日にColourful Recordsから発売された。

## 概要
Pileのメジャーファーストアルバムとなるオリジナル・アルバム。
形態は、Blu-rayが付属する初回限定盤Aと、DVDが付属する初回限定盤B、CDのみの通常盤の3種類リリースされた。今作の発売に先駆けて2015年2月10日には声優パラダイスRより『声優パラダイスR号外Pile メジャーファーストアルバム発売記念号』が、DVD付きが発売され、7曲目の「Black Butterfly」のPVが収録される等、コラボした内容となっている。
なお、「伝説のFLARE」は通常盤ではシングルバージョン、初回限定盤（A・Bとも）ではニュー・アレンジによるアルバムバージョンが収録されている。
2015年4月10日には台湾Welcomemusicより台湾盤が発売された。こちらの収録内容は初回限定盤Aと共通である。

## 収録曲
| #   | タイトル                   | 作詞     | 作曲     | 編曲                                                          | 時間                                 |
| --- | -------------------------- | -------- | -------- | ------------------------------------------------------------- | ------------------------------------ |
| 1.  | 「〜Jewelry Door〜」       |          | 長田直之 | 長田直之                                                      | 1:48                                 |
| 2.  | 「Furuwasete」             | 安田尊行 | 八木雄一 | 長田直之                                                      | 5:15                                 |
| 3.  | 「伝説のFLARE」            | 安田尊行 | しほり   | ミライショウ(アルバムバージョン) 長田直之(シングルバージョン) | <time datetime="3:52 4:07">3:52 4:07 |
| 4.  | 「Not Alone」              | 安田尊行 | 田中隼人 | 長田直之                                                      |                                      |
| 5.  | 「宝石とマーメイド」       | 安田尊行 | SEI★SHIN | SEI★SHIN                                                      | 4:02                                 |
| 6.  | 「⇒ NEXT WORLD ⇒」         | 安田尊行 | SEI★SHIN | SEI★SHIN                                                      | 4:13                                 |
| 7.  | 「Black Butterfly」        | 安田尊行 | 松本祥平 | ミライショウ                                                  |                                      |
| 8.  | 「Dream of Princess」      | 安田尊行 | しほり   | SEI★SHIN                                                      | 4:17                                 |
| 9.  | 「いつかキミに届ける世界」 | 安田尊行 | 鴨井学   | 長田直之                                                      | 3:54                                 |
| 10. | 「HANABI!!」               | 安田尊行 | SHiNTA   | SHiNTA                                                        | 4:31                                 |
| 11. | 「夢見花」                 | 安田尊行 | 菊地圭介 | 長田直之                                                      | 4:32                                 |

| #  | タイトル                                                                       | 作詞     | 作曲     |
| -- | ------------------------------------------------------------------------------ | -------- | -------- |
| 1. | 「Jewel Vox the Video -Photo shoot & recording footage with Pile's comments-」 |          |          |
| 2. | 「⇒ NEXT WORLD ⇒ (Live in Taiwan)」                                            | 安田尊行 | SEI★SHIN |
| 3. | 「伝説のFLARE (Live in Taiwan)」                                               | 安田尊行 | しほり   |
| 4. | 「いつかキミに届ける世界 (Live in Taiwan)」                                    | 安田尊行 | 鴨井学   |
| 5. | 「オフショット (Live in Taiwan)」                                              |          |          |
| 6. | 「伝説のFLARE ＜Album verison＞ (Music Video)」                                | 安田尊行 | しほり   |

## 楽曲説明
1. 〜Jewelry Door〜
2. Furuwasete
3. 伝説のFLARE
Pileのメジャーデビュー曲であり、このアルバムの先行シングル曲。テレビアニメ『テンカイナイト』エンディングテーマとして起用された。
4. Not Alone
5. 宝石とマーメイド
パチスロ『シンデレラブレイド2』使用楽曲で、原曲はコヒメ・リト・プッチ、マホ・ソット・ボーチェ、レイミー・ヘヴンリー、レイナ・スコット・モーゼル、ユカフィン・ドール（以上アフィリア・サーガ）が歌っている。
6. ⇒ NEXT WORLD ⇒
「宝石とマーメイド」同様パチスロ『シンデレラブレイド2』使用楽曲で、原曲は姫崎愛未、一ノ瀬みく、松村くるみ（以上LinQ）が歌っている。
7. Black Butterfly
8. Dream of Princess
パチスロ『シンデレラブレイド2』主題歌で、主役のシンデレラ名義として歌っている。
9. いつかキミに届ける世界
メジャーデビュー曲「伝説のFLARE」カップリング曲。
10. HANABI!!
アイドルグループLinQの7thシングルのカバー曲だが、グループのメンバーもコーラスとして参加している。
11. 夢見花
レコーディングに、女子十二楽坊が参加している。